# Lars-Olof Corneliusson
Lars-Olof Hilmer Corneliusson, född 9 november 1959 i Öckerö församling i Göteborgs och Bohus län, är en svensk militär.

## Biografi
Lars-Olof Corneliusson avlade marinofficersexamen vid Sjökrigsskolan 1980 och utnämndes samma år till fänrik vid Härnösands kustartilleriregemente, där han var plutonchef och befordrades till löjtnant. Han gick kompanichefskurs vid Kustartilleriets skjutskola 1983 och befordrades till kapten 1983 samt var ställföreträdande kompanichef 1983–1984, lärare vid Sjökrigsskolan 1984–1986 och taktikofficer vid Härnösands kustartilleriregemente från 1987. Han gick Allmänna kursen vid Försvarshögskolan 1988, tjänstgjorde vid Taktikavdelningen i Norrlandskustens marinkommando 1989–1990, befordrades till major i kustartilleriet 1990, var chef för Sjöoperativa avdelningen vid staben i  Nedre Norrlands militärområde 1990–1991, gick Högre kursen vid Försvarshögskolan 1992–1994, var chef för Taktiksektionen i Fårösunds marinbrigad 1995–1996 och var rådgivare för United Nation Preventive Deployment Force i Makedonien 1996.
År 1996 befordrades Corneliusson till överstelöjtnant, varefter han gick Operational Staff Officer Course i Nederländerna 1996, tjänstgjorde i Planeringsstaben i Högkvarteret 1997–1998, utnämndes till överstelöjtnant med särskild  tjänsteställning 1998 och var bataljonschef vid Gotlands kustartilleriregemente 1998–2000. Han befordrades till överste 2000, varpå han var PSE-officer vid högkvarteret för Supreme Allied Commander Atlantic i Norfolk, Virginia 2000–2002, chef för Vaxholms amfibieregemente 2002–2005 och marinattaché vid ambassaden i Washington 2006–2010. Han var stabschef vid Regional Command North i Mazar-e Sharif i Afghanistan 2012–2013. Han befordrades till brigadgeneral 2015 och var militär rådgivare vid Utrikesdepartementet 2015–2016, varefter han var Director of Intelligence i Europeiska Unionens militära stab vid European Action Service i Bryssel 2016–2019. Corneliusson befordrades till generalmajor 2019 och är chef för den svenska delegationen vid Neutrala nationernas övervakningskommission sedan den 1 juni 2019 (med förordnande längst till och med den 31 maj 2021).
Lars-Olof Corneliusson invaldes som ledamot av Kungliga Örlogsmannasällskapet 1998 och som ledamot av Kungliga Krigsvetenskapsakademien 2010.

## Utmärkelser
- Förbundet Kustjägarnas förtjänstmedalj i silver (2005)[9]